# Lijst van voetbalinterlands Amerikaanse Maagdeneilanden - Saint Lucia (vrouwen)
Deze lijst van voetbalinterlands is een overzicht van alle officiële voetbalinterlands tussen de nationale vrouwenteams van de Amerikaanse Maagdeneilanden en Saint Lucia. De landen hebben tot nu toe twee keer tegen elkaar gespeeld.

## Wedstrijden
| № | Plaats       | Datum          | Competitie                          | Wedstrijd                                 | Uitslag |
| - | ------------ | -------------- | ----------------------------------- | ----------------------------------------- | ------- |
| 1 | Saint John's | 12 maart 2010  | WK 2011 kwalificatie                | Amerikaanse Maagdeneilanden − Saint Lucia | 0 − 7   |
| 2 | Kingston     | 2 oktober 2019 | Olympische Spelen 2020 kwalificatie | Saint Lucia − Amerikaanse Maagdeneilanden | 4 − 1   |

## Samenvatting
| Competitie                     | Totaal gespeeld | Winst Amerikaanse Maagdeneilanden | Gelijk | Winst Saint Lucia | Doelsaldo Amerikaanse Maagdeneilanden – Saint Lucia |
| ------------------------------ | --------------- | --------------------------------- | ------ | ----------------- | --------------------------------------------------- |
| WK kwalificatie                | 1               | 0                                 | 0      | 1                 | 0 − 7                                               |
| Olympische Spelen kwalificatie | 1               | 0                                 | 0      | 1                 | 1 − 4                                               |
| Totaal                         | 2               | 0                                 | 0      | 2                 | 1 − 11                                              |